# Бескина, Анна Абрамовна
Анна Абрамовна Бескина (10 октября 1903, Минск, — 2 ноября 1937, Сандармох) — советский литературный критик, журналист, репортёр.

## Биография
Из семьи служащих. По национальности еврейка. Училась в гимназии, затем перешла в трудовую школу. С 14 лет ушла из дому и жила самостоятельно уроками. В 1920 году вступила в комсомол. В 1919–1920 годах работала инструктором в отделе социального обеспечения в Гомеле. В Ленинграде с начала 1920-х гг. В 1921–1922 гг. секретарь завкома в союзе полиграфистов. В 1923–1925 гг. завклубом в губотделе профсоюза «Медсантруд», 1925–1926 гг. — инструктор в центральном отделе «Медсантруда». С 1924 года член ВКП(б). С 1926 года репортёр в «Ленинградской правде».
В 1928–1931 гг. аспирантка Института сравнительного изучения литератур и языков Запада и Востока. В аспирантские годы испытала сильное влияние учения Н. Я. Марра и, в особенности, идей О. М. Фрейденберг.
Совместно со Львом Цырлиным обратилась с призывом
«наконец заметить существование яфетидологии. Лучше сделать это поздно, чем никогда».
Бескина и Цырлин указали на два важных достижения семантической палеонтологии. Во-первых, она значительно раздвинула горизонты советского литературоведения, существенно расширив область истории литературы как дисциплины за пределы «узкой площадки европейской литературы XIX века». Во-вторых, в отличие от традиционной исторической поэтики, семантическая палеонтология понимала образ не только как художественную, но и как когнитивную категорию, как специфическую, исторически обусловленную «форму выражения понятийного мышления».
По окончании аспирантуры была направлена в ГИХЛ. Член Союза советских писателей. Доцент Государственной академии искусствознания. Писала о Михаиле Зощенко, характеризуя «лицо рассказчика как второе лицо обывательщины, мещанства». Изучала наследие Тургенева.
Жила по адресу: Ленинград, ул. Радищева, д. 26, кв. 1.
Арестована 30 апреля 1936 года управлением НКВД по Ленинградской области. Обвинялась с группой друзей-коллег: Евгенией Мустанговой — литературным критиком; Михаилом Гавриловичем Майзелем — литературным критиком, журналистом, заведующим критическим отделом журнала «Литературный современник»; писателями Леонидом Юрьевичем Грабарем-Шполянским, Зеликом Яковлевичем Штейнманом по ст. 17-58-8 УК РСФСР (пособничество в совершении террористического акта), ст. 58-11 (организационная деятельность, направленная к совершению контрреволюционного преступления). Из ВКП(б) в 1936 году исключена «как активный участник контрреволюционной террористической организации». Приговором выездной сессии Верховного Суда СССР (Военной Коллегии) 23 декабря 1936 года определено 10 лет тюремного заключения с последующим поражением в правах сроком на 5 лет.
Был арестован, осуждён и расстрелян и её муж Израиль Моисеевич Меламед (1898 — 11 октября 1936) — редактор «Истории фабрик и заводов», научный сотрудник Института истории Ленинградского отделения Коммунистической Академии им. И. В. Сталина. Он был обвинен в участии в контрреволюционной троцкистско-зиновьевской организации.
Отбывала наказание на Соловках. Особой тройкой УНКВД ЛО 9 октября 1937 года приговорена к высшей мере наказания. Расстреляна в Сандармохе 2 ноября 1937 года.
Реабилитирована в 1956 г.